# مدافع محیط زیست

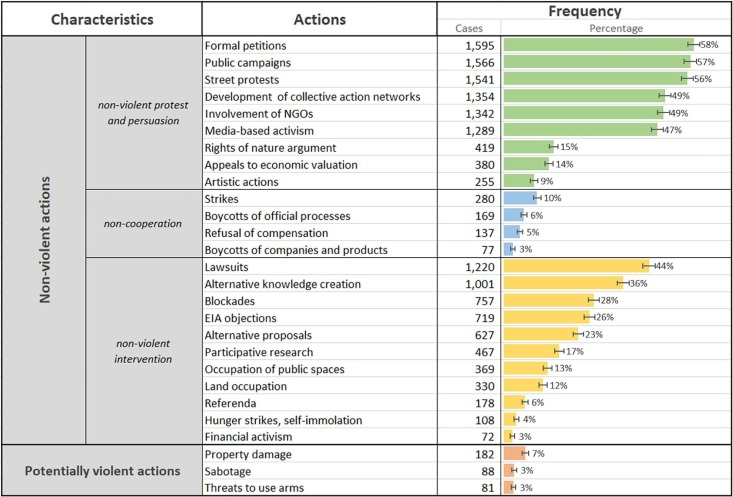
مدافعان محیط زیست از طیف گسترده‌ای از روش‌ها استفاده می‌کنند

مدافعان محیط زیست (به انگلیسی: Environmental defender) یا مدافعان حقوق بشر زیست‌محیطی، افرادی هستند که از محیط زیست در برابر آسیب ناشی از استخراج منابع، دفع زباله‌های خطرناک، پروژه‌های زیربنایی، تخصیص زمین یا خطرات دیگر حمایت می‌کنند. در سال ۲۰۱۹، شورای حقوق بشر سازمان ملل به اتفاق آرا اهمیت خود را برای حفاظت از محیط‌زیست به رسمیت شناخت. واژه مدافع محیط زیست به‌طور گسترده به طیف متنوعی از گروه‌ها و رهبران از فرهنگ‌های مختلف گفته می‌شود که همگی تاکتیک‌های مختلفی را به کار می‌گیرند و دستور کار متفاوتی را دارند. استفاده از عبارت مورد بحث قرار می‌گیرد، چرا که دامنه گسترده‌ای از گروه‌ها و کارزارها را به خود اختصاص می‌دهد، بسیاری از آن‌ها خود را با این عبارت شناسایی نمی‌کنند و ممکن است هدف‌های آشکاری برای حفاظت از محیط زیست نداشته باشند (در وهله اول با توجه به نگرانی‌های عدالت اجتماعی). 
مدافعان محیط‌زیست در درگیری‌های زیست‌محیطی با گستره وسیعی از تهدیدها از سوی دولت‌ها، نخبگان محلی و قدرت‌های دیگری که از پروژه‌هایی استفاده می‌کنند که مدافعان با آن مخالف هستند روبرو هستند.
دیده‌بان جهانی، مرگ مدافعان محیط زیست را در ۵۷ کشور بین سال‌های ۲۰۰۲ تا ۲۰۱۹ گزارش داد، و مردم بومی حدود یک سوم از این رقم را تشکیل می‌دهند. مستندسازی این خشونت نیز ناقص است. گزارشگر ویژه سازمان ملل متحد در زمینه حقوق بشر گزارش داد که در حدود صد نفر از مدافعان محیط زیست مرعوب، دستگیر یا در غیر این صورت به خاطر هر فردی که کشته می‌شود، مورد آزار و اذیت قرار می‌گیرند. 